# Plavecký Peter
Plavecký Peter (bis 1960 „Plavecký Svätý Peter“; deutsch Blasensteinsanktpeter, ungarisch Detrekőszentpéter) ist eine Gemeinde im Westen der Slowakei mit 607 Einwohnern (Stand 31. Dezember 2024) und gehört zum Okres Senica, einem Teil des Trnavský kraj.

## Geographie
Die Gemeinde befindet sich teilweise im Tiefland Záhorská nížina, teilweise in den Kleinen Karpaten, unweit des Militärgebiets Záhorie in der Landschaft Záhorie. Das Ortszentrum liegt auf einer Höhe von 226 m n.m. und ist 26 Kilometer von Senica sowie 29 Kilometer von Malacky gelegen.

## Geschichte

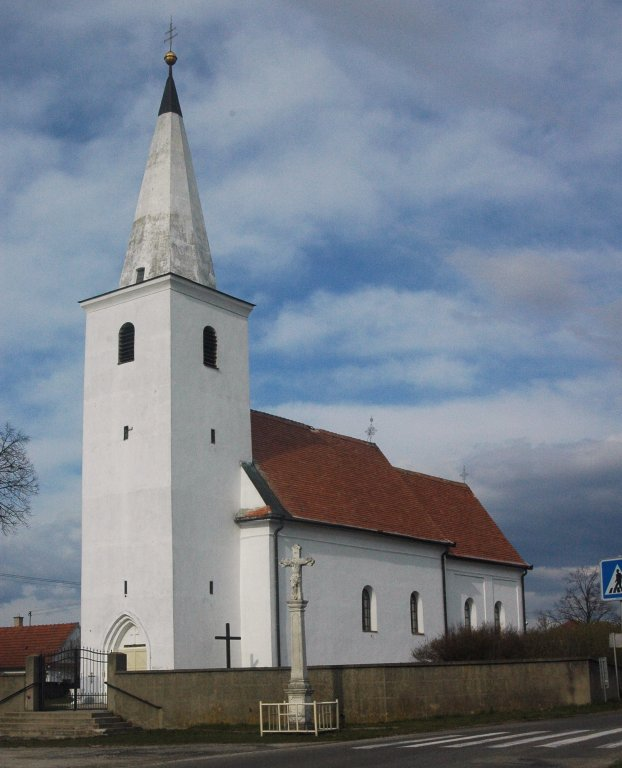
Kirche in Plavecký Peter

Der Ort selbst wurde zum ersten Mal 1394 schriftlich erwähnt und gehörte bis auf die Jahre 1496–1550 zum Herrschaftsgebiet der Burg Blasenstein. 1828 sind 105 Häuser und 770 überwiegend in Landwirtschaft beschäftigte Einwohner verzeichnet.

## Bevölkerung
| Jahr                | 1994 | 2004    | 2014    | 2024    |
| ------------------- | ---- | ------- | ------- | ------- |
| Anzahl der Personen | 624  | 645     | 628     | 607     |
| Unterschied         |      | +3,36 % | −2,63 % | −3,34 % |

| Jahr                | 2023 | 2024    |
| ------------------- | ---- | ------- |
| Anzahl der Personen | 610  | 607     |
| Unterschied         |      | −0,49 % |

Ergebnisse der Volkszählung 2001 (630 Einwohner):
| Nach Ethnie: - 98,73 % Slowaken - 0,79 % Tschechen - 0,32 % Zigeuner | Nach Religion: - 95,40 % römisch-katholisch - 3,02 % konfessionslos - 1,11 % evangelisch - 0,48 % keine Angabe |

## Sehenswürdigkeiten

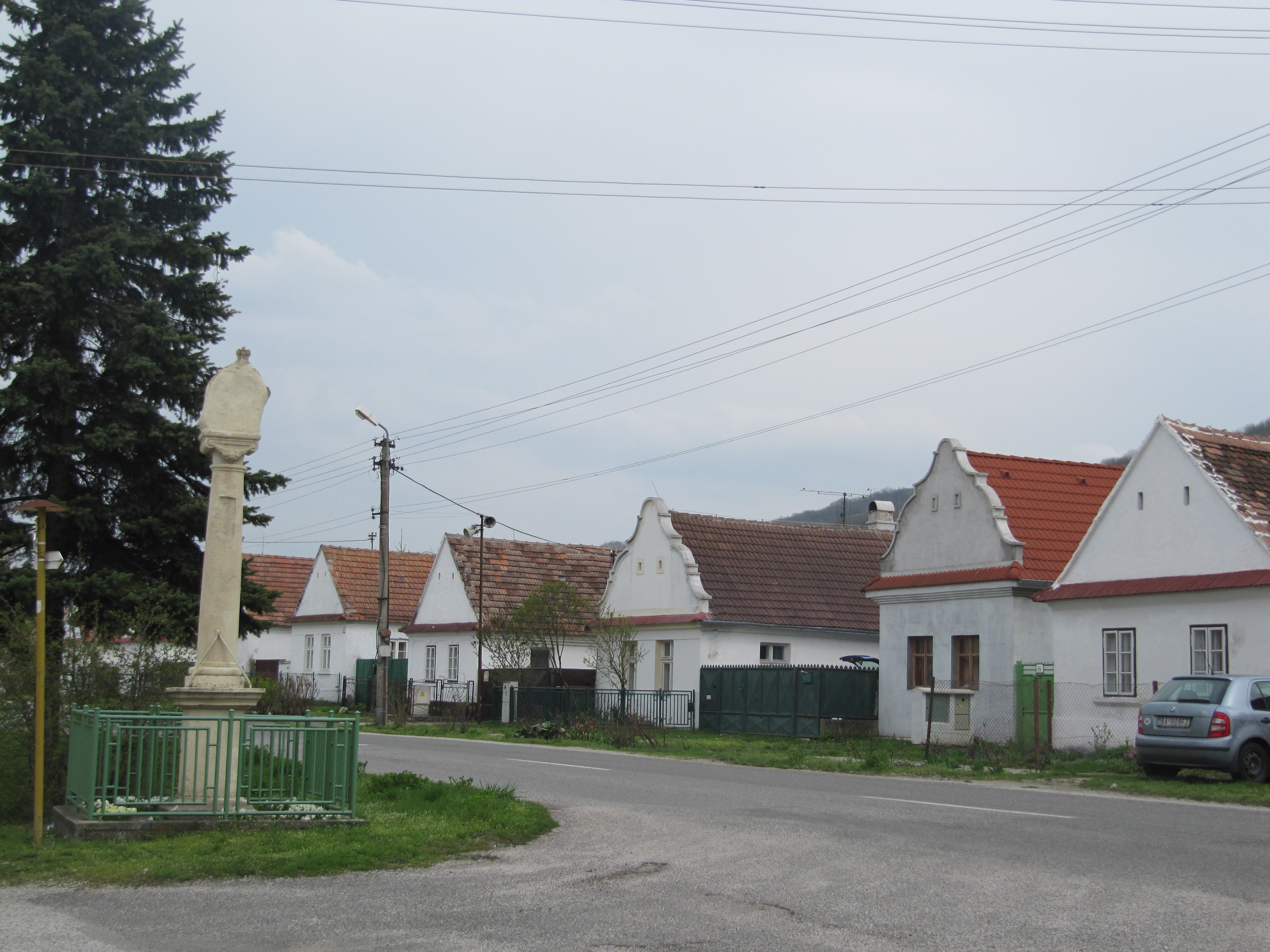
Volksarchitektur im Ort

- römisch-katholische Kirche von 1600, ursprünglich im Renaissance-Stil, 1712 barock gestaltet
- Denkmalreservat der Volksarchitektur